# 상영초등학교
상영초등학교는 대한민국 경상북도 상주시 남성동에 있는 공립 초등학교이다.

## 학교 연혁
- 1949년 12월 15일 상영공립국민학교 개교(설립인가 11월 5일)
- 1981년 3월 1일 병설유치원 개원
- 1996년 3월 1일 상영초등학교로 교명 변경
- 2021년 9월 1일 제26대 이병재 교장 부임
- 2022년 12월 30일 제69회 졸업(졸업생 106명, 총 졸업자 누계 13,681명)
- 2023년 3월 1일 초등 26학급 편성(도움반 2학급), 유치원 2학급 편성

## 상징
- 교화 - 국화

고난과 시련을 극복하여 향기와 아름다움을 남기는 국화의 인내심을 의미함
- 교목 - 소나무

하늘을 향해 항상 푸르고 힘차게 기상을 펼치는 나무를 본받아 우리도 굳고 높은 이상을 가짐을 의미함

## 참고 자료
- 상영초등학교 - 한국교육학술정보원 학교알리미